# 2008 en Allemagne
Chronologie de l’Allemagne
- 2005
- 2006
- 2007
- 2008
- 2009
- 2010
- 2011
- 2012
- 2013

Cet article traite des événements qui se sont produits durant l'année 2008 en Allemagne.

## Événements

### Janvier 2008
- 1er janvier : La Deutsche Post AG perd son monopole de transporter et de distribuer des lettres (Briefmonopol).

- 27 janvier : élection du Landtag du Land de Basse-Saxe. La coalition CDU-FDP garde sa majorité.

- Mardi 15 janvier : Le vice-président du groupe finlandais Nokia, Veli Sundback, annonce que la production de téléphones mobiles cessera définitivement en juin à cause des coûts salariaux excessifs à Bochum dans la Ruhr et sera délocalisée à Cluj en Roumanie, faisant perdre 2 300 postes de travail et un millier d'emploi de sous-traitance. Un boycott est lancé en Allemagne contre les produits de la marque.

### Février 2008

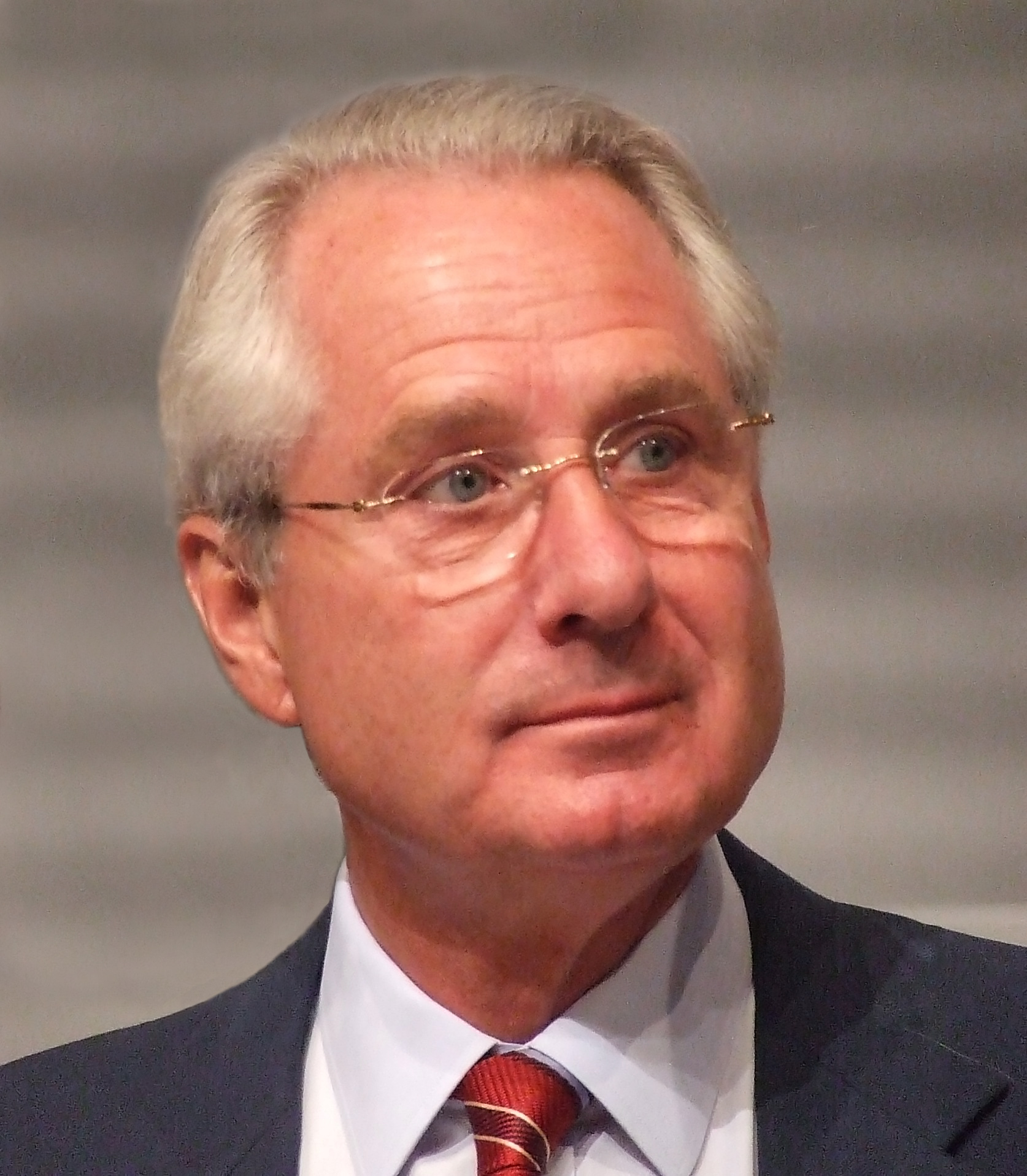
Klaus Zumwinkel
(mai 2005)

- Jeudi 14 février : Le domicile et les bureaux du puissant patron de la Deutsche Post, Klaus Zumwinkel — manager de l'année 2003 — ont été perquisitionnés dans le cadre d'une enquête pour une fraude fiscale. Il est soupçonné d'avoir « parqué » secrètement plusieurs millions d'euros dans des fondations au Liechtenstein. L'enquête porte également sur de nombreuses autres personnes.

### Mars 2008
- Mardi 11 mars : Le Land de Rhénanie-du-Nord-Westphalie réclame à Nokia le remboursement d'ici au 31 mars de soixante millions d'euros indûment perçus au titre de subventions dont 43 millions au titre des subventions et 18 millions au titre des intérêts, alors que les Finlandais font valoir qu'ils ont tenu leurs engagements et que 30 millions pourraient être investi dans un « parc technologique ».
- Dimanche 16 mars : Angela Merkel visite Israël, c'est le premier chef de gouvernement allemand à s'exprimer devant la Knesset depuis la création de l'État israélien[1].
- Lundi 17 mars : Le président de la Deutsche Bank, Josef Ackermann s'interroge publiquement sur la capacité des marchés financiers à trouver eux-mêmes une issue à la crise financière (« Je ne crois pas, sur ce point, à la seule force d'autoguérison des marchés ») et en appelle à la responsabilité des politiques par une « action concertée des banques, des gouvernements et des banques centrales ».
- Jeudi 27 mars : Trop cher, le projet de train à lévitation magnétique "Transrapid" de Siemens entre Munich et son aéroport est abandonné. Prévues à 1,85 milliard d'euros en 2002, les nouvelles estimations dépasseraient les trois milliards d'euros, de plus les riverains craignent les nuisances dues aux éventuelles radiations magnétiques. La seule ligne existante utilisant cette technologie allemande est la liaison entre Shanghai et son aéroport inaugurée en 2002. Le Transrapid avance en flottant sur un coussin d'air sans roues ni chauffeur. En 2006 un accident survenu sur la ligne d'essai dans la région de l'Emsland avait provoqué la mort de 23 personnes.

### Avril 2008
- Vendredi 4 avril : Deux journalistes du quotidien Berliner Zeitung, Thomas Leinkauf et Hubertus Knabe ont été identifiés comme ayant été d'anciens informateurs de la Stasi, l'ancienne police politique de l'ex-RDA.
- Samedi 5 avril : Selon l'édition dominicale de Bild am Sonntag, l'ancien chancelier socialiste Gerhard Schröder, aurait conclu en 2004, un accord secret avec le colonel libyen Kadhafi, concernant la formation des forces de sécurité libyennes en contrepartie de la médiation libyenne  pour la libération des otages allemands de l'île de Jolo (Philippines). Entre fin 2005 et juin 2006, une trentaine de policiers, de militaires et des agents des unités antiterroristes GSG 9 auraient participé à des missions de formation par l'intermédiaire de la société BDB Protection. Certains secrets et techniques de défense auraient été  livrés. Le principe de l'accord aurait été élaboré lors d'une entrevue secrète au Caire en 2003.

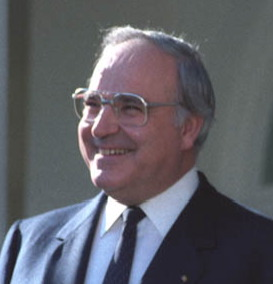
Helmut Kohl
(mai 1984)

- Mardi 8 avril : le gouvernement annonce une augmentation exceptionnelle des retraites de 1,1 %, pour le 1er juillet (bonus de 0,46 %) et une hausse de 2 % en 2009. Vingt millions de retraités sont affiliés aux caisses publiques ce qui correspond à 12 milliards d'euros de plus pour les cinq prochaines années.
- Mercredi 9 avril : L'Église catholique allemande reconnait son mea culpa pour avoir lors de la seconde guerre mondiale exploité près de six mille travailleurs forcés placés dans ses diverses institutions par les nazis.

- Lundi 14 avril : le ministre-président de la Saxe, Georg Milbradt, annonce sa démission. Il était très critiqué pour sa gestion de la crise qui a frappé la banque régionale SachsenLB.
- Mardi 15 avril : l'ex-chancelier Helmut Kohl (78 ans) annonce son prochain remariage  avec sa compagne Maike Richter (43 ans), une économiste ex-employée au ministère de l'Économie. Sa première épouse, gravement malade, s'était suicidée il y a sept ans en juillet 2001.
- Lundi 21 avril : selon Der Spiegel et Süddeutsche Zeitung, les dépositions judiciaires de deux anciens cadres de la filiale Siemens Business Services, impliqueraient directement le patron de Siemens, Heinrich von Pierer dans une affaire de pots-de-vin versés pour un contrat avec l'Argentine en 2002-2003 pour un montant de 10 millions d'euros. Selon l'ancien responsable du service anticorruption de Siemens, Heinrich von Pieter était au courant d'autres versements frauduleux en Italie dès 2004.
- Jeudi 24 avril : le Bundestag (parlement) ratifie le traité de Lisbonne par voie parlementaire par 515 voix contre 58 et une abstention. Seul le Linkspartei (extrême gauche) a appelé à voter « non ». La Bundesrat (Allemagne) (chambre des Länder) doit ratifier le texte de 23 mai.
- Dimanche 27 avril : À Berlin, le référendum populaire sur le maintien de l'activité du mythique aéroport de Tempelhof n'a attiré que 28,5 % de votants alors qu'il avait fait l'objet d'un important battage médiatique et de prises de position populiste généralisées. Dans trois ans doit être inauguré le nouvel aéroport international BBI.
- Lundi 28 avril :
  - Le service de renseignement extérieur, le Bundesnachrichtendienst (BND), est soupçonné d'avoir entre juin et novembre 2006, intercepté les courriels d'une journaliste, Susanne Koelbl de l'hebdomadaire Der Spiegel, dans le cadre d'une affaire de surveillance des courriels du ministre Afghan du Commerce, Amin Farhang. La surveillance de journalistes allemands n'est pas de la compétence de la BND et constitue une violation des droits fondamentaux ancrés dans la Constitution allemande, d'autant plus grave que la BND avait déjà été accusée en 2006 dans une affaire similaire — l'espionnage de six journalistes pendant deux ans — et que son président, le social-démocrate, Ernst Uhrlau avait en mai 2006 assuré que cela ne se reproduirait plus jamais.
  - Le groupe de télécommunication Freenet achète pour 1,63 milliard d'euros la société Debitel auprès de la société de capital-investissement Permira. Le nouvel ensemble devient le no 3 du téléphone mobile en Allemagne.

### Mai 2008
- Lundi 5 mai : 
  - Une affaire de bébés congelés éclate à Wenden, près de Bonn. Trois cadavres de nouveau-nés sont découverts dans le congélateur familial. La mère de 44 ans est inculpé pour meurtres.
  - Le président du SPD, Kurt Beck, lors d'un meeting à Mayence, confie qu'il envisage de mettre sa célèbre barbe aux enchères au profit d'associations caritatives et espère recueillir 1,5 million d'euros.
- Mercredi 14 mai : Selon un rapport des services de renseignements allemands, les entreprises allemandes sont de plus en plus menacées par l'espionnage industriel en provenance principalement de deux pays, la Russie et la Chine. Les missions sont menées par des stagiaires, des étudiants, des scientifiques et des espions professionnels. « Les attaques sur Internet représentent la menace la plus dangereuse » et « la plupart des agressions électroniques détectées en ce moment prennent leur source en Chine ». Le coût économique de cet espionnage se monterait à vingt milliards € par an.
- Jeudi 15 au lundi 19 mai : Le dalaï-lama est en visite spirituelle en Allemagne. Le 19, un grand meeting est organisé à Berlin à la porte de Brandebourg.
- Lundi 19 mai Mayence-Hesse-rhénane fait partie du Réseau des Capitales de Grands Vignobles « Great Wine Capitals » pour l'Allemagne
- Mercredi 21 mai : la chancelière Angela Merkel décide de geler l'augmentation annuelle des salaires des ministres après celle des indemnités des parlementaires.

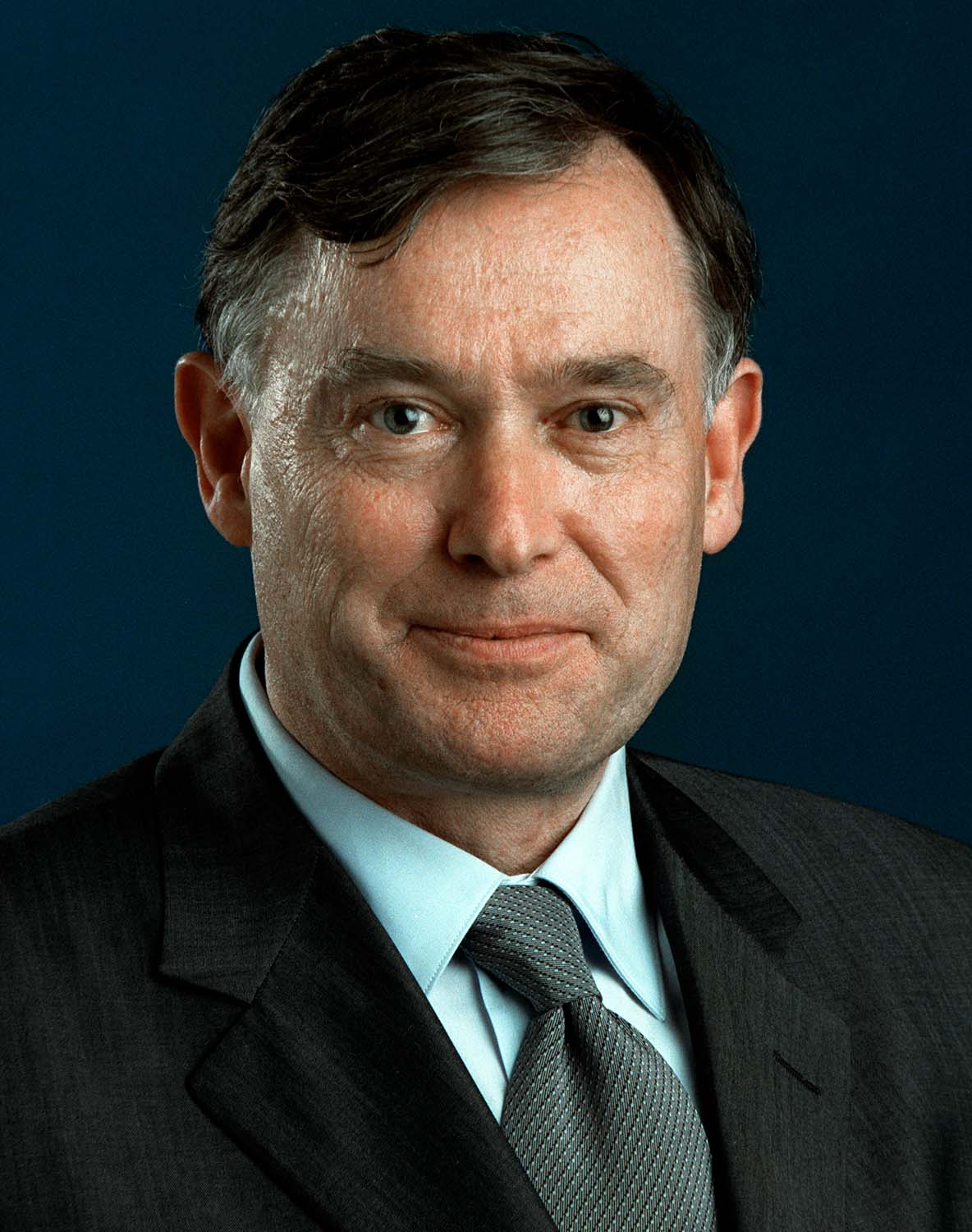
Horst Köhler
(mai 2004)

- Jeudi 22 mai : Le président de la République Horst Köhler annonce sa candidature à un nouveau mandat de cinq ans au printemps 2009. Sa concurrente devrait être l'universitaire social-démocrate Gesine Schwan, comme en 2004.
- Vendredi 23 mai : Le Bundesrat (Chambre haute) ratifie le traité de Lisbonne à une large majorité, un mois après son adoption par le Bundestag (Chambre basse).
- Mercredi 28 mai : Le ministre des Finances de Saxe et nouveau président de la CDU régionale, Stanislaw Tillich, est élu Ministre-président en remplacement de Georg Milbradt. Il est le troisième à occuper ce poste depuis 1990.
- Vendredi 30 mai : Une action de boycott de livraison de lait se développe parmi les cent mille producteurs allemands et fait des émules en Autriche, en Suisse, en Belgique et aux Pays-Bas. Les prix de vente actuel du litre de lait, situés entre 28 et 34 centimes d'euros, sont jugés très insuffisants au regard des coûts de production qui ont déjà augmenté de 7 cents depuis le début 2007. Ils réclament un minimum de 43 cts le litre. En attendant la production est donnée à boire au bétail.

### Juin 2008
- Mardi 3 juin 2008 : La polémique se développe sur la présence d'une effigie en cire d'Adolf Hitler dans le nouveau Musée de Madame Tussauds qui doit être inauguré le 9 juillet prochain à Berlin, près de la porte de Brandebourg et du Mémorial de l'Holocauste.

- Mercredi 5 juin 2008 : 
  - Première visite du nouveau président russe, Dmitri Medvedev à la chancelière Angela Merkel. Il se dit « inquiet » des « tendances au rétrécissement de l'espace de compréhension mutuelle » euroatlantique, citant les plans américains de bouclier antimissile, le traité sur les forces conventionnelles en Europe et l'élargissement de l'Otan.
  - Un ingénieur allemand de 65 ans est jugé pour avoir contribué à la mise en œuvre du programme nucléaire clandestin de la Libye. Il est accusé d'être membre du réseau de contrebande scientifique d'Abdul Qadeer Khan, le père de la bombe atomique pakistanaise.
  - Selon l'institut de sondage Forsa, les socialistes du SPD ne recueilleraient que 20 % des intentions de vote alors que le mouvement d'extrême gauche Die Linke est crédité de 15 % de intentions de vote. Selon le politologue Franz Walter (de), il est possible de parler d'« implosion » du SPD.

- Lundi 9 juin 2008 : 
  - 9e Conseil des ministres franco-allemand (Environnement, Affaires étrangères, Affaires européennes, Défense, Commerce) à Straubing (Bavière). Parmi les points abordés : la présidence européenne française, paquet climatique, émissions de dioxyde de carbone (« importations », quotas gratuits, CO2 automobile, pneus verts, 7e vitesse), initiative sur le traité institutionnel européen de Lisbonne.
  - La chancelière Angela Merkel refuse de céder à la demande de ses alliés du clan conservateur (Erwin Huber, Günther Beckstein) qui veulent un ambitieux plan de réduction des impôts dès janvier 2009 pour un volume de 28 milliards d'euros. Elle estime que les cadeaux fiscaux ne sont pas envisageables avec un budget en déficit. L'équilibre budgétaire ne sera pas atteint avant 2011.
- Jeudi 12 juin : 
  - La chancelière Angela Merkel annonce faire de la formation, la priorité numéro 1 en Allemagne.
  - La coalition SPD-CSU annonce s'être mis d'accord sur un certain nombre de réformes : baisse des cotisations à l'assurance-chômage, évaluation des marges manœuvre possibles auprès de l'Agence fédérale pour l'emploi, équilibre budgétaire fédéral pour 2011, augmentation des allocations familiales à compter du 1er janvier 2009, plus d'exonération par nombre d'enfants à charge, réforme de la vignette automobile pour 2010 (liée aux émissions de dioxyde de carbone).

- Vendredi 13 juin 2008 : 
  - À partir du 1er septembre 2008, les candidats à la naturalisation devront répondre à 310 questions à choix multiples. Une série de 33 questions seront tirées au sort et le requérant devra répondre juste à au moins 17 d'entre elles. Parmi les autres conditions, le demandeur devra résider en Allemagne pendant huit ans, maîtriser la langue allemande et avoir un casier judiciaire vierge.
  - La Deutsche Post met en vente sa filiale Deutsche Postbank pour 10 milliards d'euros (850 agences, 14,4 millions de clients).
  - Le groupe Citigroup met en vente sa filiale allemande (340 agences, 3,2 millions de clients) à Crédit mutuel.

- Mardi 17 juin 2008 : À l'occasion du 17 juin, date anniversaire du soulèvement ouvrier de Berlin-Est en 1953, noyé dans le sang par les chars soviétiques, plusieurs personnalités politiques proposent d'ériger un « musée de la guerre froide » qu'ils proposent d'installer sur l'emplacement du célèbre « Checkpoint Charlie » là où les blindés de l'armée rouge et ceux de l'armée américaine se sont fait face au plus fort des tensions. Parmi les signataires, Václav Havel (ancien dissident devenu président de la république tchèque), Hans-Dietrich Genscher (ancien ministre des Affaires étrangères de la RFA), Władysław Bartoszewski (ancien ministre des Affaires étrangères de la Pologne), Bronisław Geremek(ancien ministre des Affaires étrangères de la Pologne), Miklos Nemeth (ancien premier ministre de Hongrie) et John Kornblum (ancien ambassadeur des États-Unis en Allemagne).

- Mardi 24 juin 2008 : 

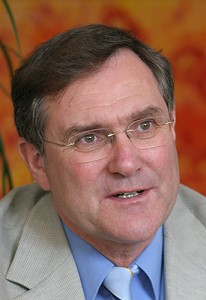
Franz Josef Jung
(décembre 2005)

  - Le ministre de la Défense, Franz Josef Jung annonce l'envoi d'un millier de soldats supplémentaires en Afghanistan mais sans modifier la position de l'Allemagne sur son refus d'engager ses troupes dans le sud du pays jugé trop dangereux. Seule une quarantaine d'experts en communication y seront déployés en alternance avec les Danois. Seul le parti d'extrême gauche Die Linke' est contre ce renforcement et appelle à des manifestations pour le 20 septembre.
  - Quatre allemands dont un enfant sont enlevés sur leur yacht par des pirates somaliens dans le golfe d'Aden et sont retenus dans la zone montagneuse du Puntland.
  - Le procureur général de Dortmund, Ulrich Maas, relance une procédure d'investigation engagée en 2004 pour connaître les circonstances qui ont conduit le 25 août 1944 au massacre des 124 villageois, âgés de 3 mois à 89 ans, du village français de Maillé, le jour même de la libération de Paris à la suite de plusieurs actes de résistance dans le secteur. Le massacre aurait été commis par la Wehrmacht, l'armée régulière, et non pas par les SS. Pour ces faits, le sous-lieutenant Gustav Schueter, a été condamné à mort par contumace, par le tribunal militaire de Bordeaux en 1952. Le procureur doit se rendre à Maillé le 15 juillet prochain.

### Septembre 2008
- 28. septembre 2008: élection du Landtag bavarois. La CSU (Ministerpräsident Günther Beckstein) a des grandes losses: 43,4 % (2003: 60,4 %). Elle perd sa majorité absolue qu'elle avait de façon continue depuis 1962. Donc, elle conclut une coalition avec la FDP[2].

### Novembre 2008
- Vendredi 14 novembre 2008 : Susanne Klatten, héritière du groupe BMW (12 %) et du groupe chimique Altana (50,1 %), femme la plus riche d'Allemagne et 68e fortune mondiale estimée à plus de dix milliards de dollars, annonce avoir été la victime d'une escroquerie au chantage affectif organisée par un suisse du nom de Helg Sgarbi[3].

- Jeudi 20 novembre 2008 : De nombreuses tensions se font jour dans la coalition gouvernementale entre les conservateurs de la CDU et les sociaux-démocrates du SPD à cause de la gestion des conséquences de la crise financière[4].

- Vendredi 21 novembre 2008 : Dans le cadre du dispositif de sauvetage du secteur bancaire, la banque publique régionale allemande HSH Nordbank obtient jusqu'à 30 milliards d'euros de garanties publiques.

- Dimanche 23 novembre 2008 : Le Groupe Henkel annonce la fermeture de cinq sites de production en Europe, représentant 478 salariés, à Clèves (Allemagne, 137 emplois), Mezzago (Italie, 74 emplois), Newark (Grande-Bretagne, 39 emplois), Cosne-Cours-sur-Loire (France, 166 emplois) et Châlons-en-Champagne (France, 62 emplois).

- Lundi 24 novembre 2008 : 
  - L'Allemagne se propose de mettre à la disposition de la « Mission Atalanta » de l'Union européenne pour lutter contre les pirates somaliens dans le Golfe d'Aden et l'Océan indien, 1 400 militaires et une frégate, répartis en deux équipages et des commandos embarqués à bord des navires de commerce affrétés par les armateurs allemands.
  - L'ancien dirigeant du mouvement terroriste allemand d'extrême gauche Fraction armée rouge (Rote Armee Fraktion, RAF), Christian Klar devrait être libéré le 3 janvier 2009 sur décision judiciaire. Il avait été condamné en 1985 à la réclusion criminelle à perpétuité pour les assassinats en 1977 du patron des patrons allemands Hanns Martin Schleyer, du procureur fédéral Siegfried Buback et du banquier Jürgen Ponto, avec une peine incompressible de 26 ans pour « circonstances aggravantes »[5].

- Mardi 25 novembre 2008 : selon l'OCDE, l'Allemagne devrait entrer dans la récession en 2009 à cause de la crise financière internationale, avec un PIB en recul à -0,8 %.

- Jeudi 27 novembre 2008 : une polémique ancienne se développe au sujet du passé de l'acteur Johannes Heesters, âgé de 104 ans. Durant la guerre, il se serait produit devant des nazis au camp même de Dachau[6].

### Décembre 2008
- Vendredi 12 décembre 2008 : le président de la SNCF, Guillaume Pepy, accuse une filiale de la Deutsche Bahn, les  chemins de fer allemands, baptisée EuroCargoRail, d'avoir piraté le réseau internet de la SNCF pour tenter de débaucher des conducteurs du transport de marchandises.

- Dimanche 14 décembre 2008 : 
  - La Chancelière Angela Merkel, réunit un mini-sommet national réunissant les ministres, des experts et des banquiers, afin « d'étudier les possibilités de réagir à une aggravation de la crise » alors que le gouvernement craint une récession encore plus vive que prévu en 2009[7]. L'Allemagne prépare un deuxième plan de soutien de la conjoncture de 30 milliards d'euros, après que le premier eut été jugé insuffisant[8].
  - Trois ressortissants allemands, dont un expert travaillant pour l'ONU, sont enlevés et emmenés dans une région montagneuse à 60 km de Sanaa par leurs ravisseurs.

- Lundi 15 décembre 2008 : décès dans une clinique de Munich (Bavière) de l'acteur Horst Tappert (85 ans) qui a incarné l'inspecteur Derrick dans la série policière télévisée éponyme.

- Mardi 16 décembre 2008 : quatorze membres du groupe de motards Hell's Angels, âgés de 32 à 47 ans, poursuivis pour coups et blessures et vol, ont été condamnés à des peines de prison ferme et avec sursis à Hanovre, pour avoir attaqué en mars 2006 à Stuhr (nord-est) le quartier général d'un gang ennemi, les Bandidos, et d'avoir brutalement frappé cinq de ses membres avant d'exiger l'ouverture d'un coffre pour y dérober des insignes, de l'argent et un ordinateur portable.

- Mercredi 17 décembre 2008 : le nouveau secrétaire d'État français aux Affaires européennes Bruno Le Maire, qui parle couramment l'allemand et qui connaît bien l'Allemagne, se rend jeudi à Berlin pour son premier déplacement depuis son entrée en fonction samedi, estimant que « la relation entre la France et l'Allemagne n'est pas un détail de la construction européenne, elle est le fondement de l'Europe politique que nous voulons tous ».

- Jeudi 18 décembre 2008 : la Deutsche Bank entre dans le capital de l'éditeur Axel Springer à hauteur d'environ 8,4 % en reprenant une grande partie des titres de l'investisseur financier américain Hellman & Friedman.

- Vendredi 19 décembre 2008 : libération des trois otages allemands pris en otages dans le nord du Yémen depuis le 14 décembre.

- Lundi 22 décembre 2008 : le groupe allemand Siemens annonce qu'il va livrer au ministère irakien de l'Électricité des composants pour des centrales fonctionnant au gaz, pour une valeur totale de 1,5 milliard d'euros.

- Mardi 23 décembre 2008 : le groupe de télévision à péage Première annonce une augmentation de son capital de 450 millions d'euros, une condition indispensable pour obtenir de nouveaux crédits bancaires d'un montant de 525 millions d'euros et « assurer sa survie ».

- Mercredi 24 décembre 2008 : le milliardaire Adolf Merckle confirme qu'il a trouvé un accord, après plusieurs semaines de négociations, avec les représentants de plus de 30 banques sur les « points principaux d'un programme d'assainissement » pour assurer la survie de son groupe familial VEM.